# Basiothia laticornis
Basiothia laticornis är en fjärilsart som beskrevs av Butler 1879. Basiothia laticornis ingår i släktet Basiothia och familjen svärmare. Inga underarter finns listade i Catalogue of Life.